# Ad-Damir
Ad-Damir is een stad in Soedan en is de hoofdplaats van de staat Nahr-an-Nil.
Ad-Damir telt naar schatting 130.000 inwoners.

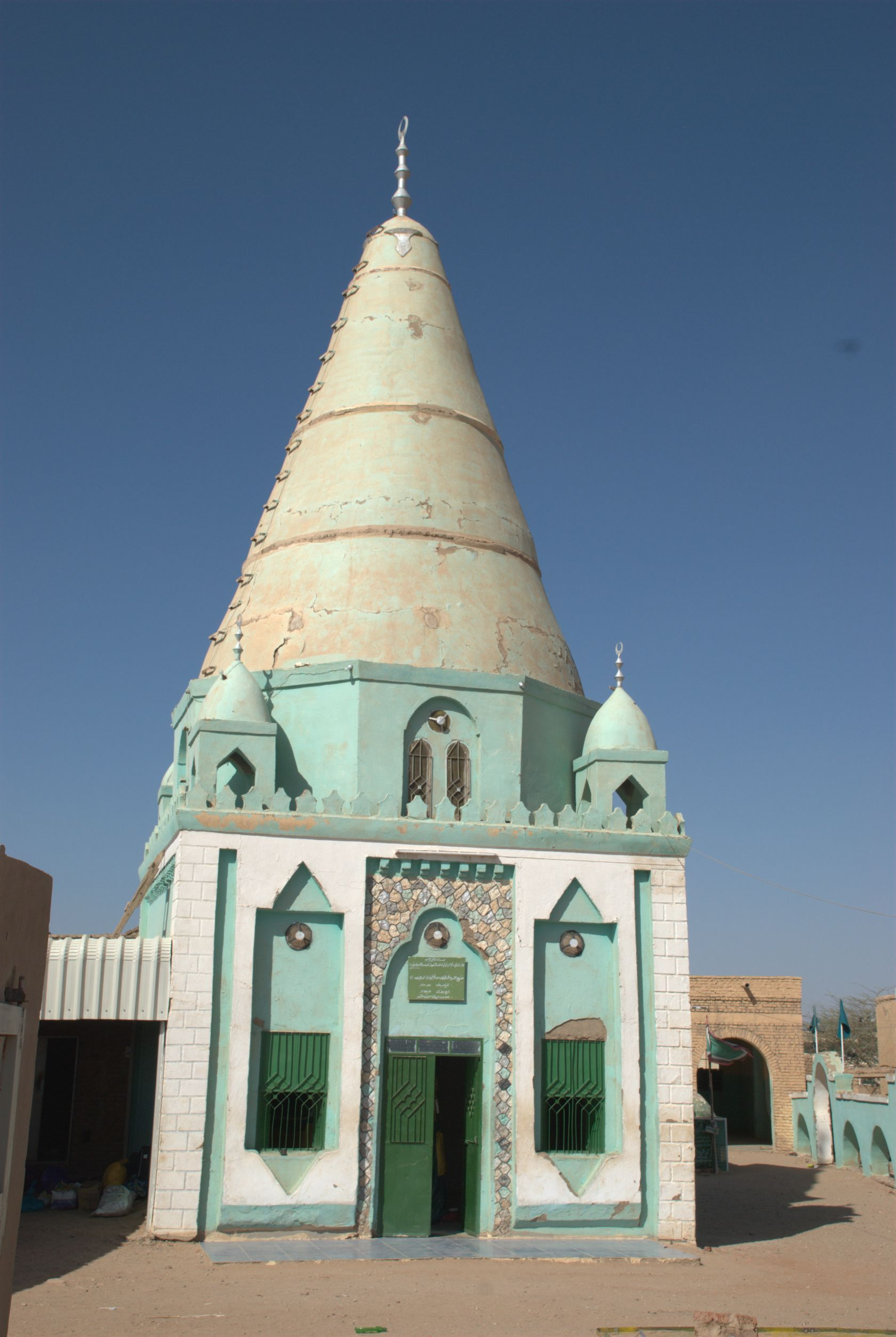
Tombe van Muhammad al-Majdhub in Ad-Damir